# 421
421（四百二十一、よんひゃくにじゅういち）は自然数、また整数において、420の次で422の前の数である。

## 性質
- 421は82番目の素数である。1つ前は419、次は431。
  - 約数の和は422。
- 421 = 142 + 152
  - 異なる2つの平方数の和で表せる127番目の数である。1つ前は416、次は424。(オンライン整数列大辞典の数列 A004431)
  - n = 14 のときの n2 + (n + 1)2 の値とみたとき1つ前は365、次は481。(オンライン整数列大辞典の数列 A001844)
    - n2 + (n + 1)2 で表せる8番目の素数である。1つ前は313、次は613。(オンライン整数列大辞典の数列 A027862)

  - 15番目の中心つき四角数である。
- 20番目のオイラー素数である。この数は n2 + n + 41 の形をしているが、421 = 192 + 19 + 41 である。1つ前は383、次は461。
- 23番目の非正則素数である。1つ前は409、次は433。
- 24番目の陳素数でない素数である。1つ前は397、次は433。(オンライン整数列大辞典の数列 A102540)
- 419と421は22番目の双子素数である。1つ前は (347, 349)、次は (431, 433) 。
- 42…21 の形の最小の素数である。次は42221。ただし挟まれた数は無くてもいいとすると最小は41。(オンライン整数列大辞典の数列 A101719)
- 末尾の2桁が21の最小の素数である。次は521。(オンライン整数列大辞典の数列 A268859)
- 421 = 200 + 201 + 202
  - a = 20 のときの a0 + a1 + a2 の値とみたとき1つ前は381、次は463。
    - a0 + a1 + a2 で表せる11番目の素数である。1つ前は307、次は463。

  - 20の累乗和とみたとき1つ前は21、次は8421。(オンライン整数列大辞典の数列 A064108)
    - 421 = 203 − 1/20 − 1 = 213 + 1/21 + 1
- 各位の和が7になる29番目の数である。1つ前は412、次は430。
  - 各位の和が7になる数で素数になる9番目の数である。1つ前は331、次は601。(オンライン整数列大辞典の数列 A062337)
- 各位の積が8になる14番目の数である。1つ前は412、次は811。(オンライン整数列大辞典の数列 A199989)
  - 各位の積が8になる数で3番目の素数である。1つ前は241、次は811。(オンライン整数列大辞典の数列 A107694)
- 421 = 42 + 92 + 182 = 92 + 122 + 142
  - 3つの平方数の和2通りで表せる101番目の数である。1つ前は420、次は428。(オンライン整数列大辞典の数列 A025322)
  - 異なる3つの平方数の和2通りで表せる83番目の数である。1つ前は420、次は422。(オンライン整数列大辞典の数列 A025340)
- 4の約数 1,2,4 を降順に並べた数である。n の約数を降順に並べた数とみたとき1つ前の3は31、次の5は51。(オンライン整数列大辞典の数列 A176558)

## その他 421 に関連すること
- 西暦421年
- 紀元前421年
- 国鉄421系電車
- 421-a will-　KOTOKOの楽曲。KOTOKOのメジャーデビュー記念日の4月21日にちなむ。